# Giugno '44 - Sbarcheremo in Normandia
Giugno '44 - Sbarcheremo in Normandia è un film del 1968 diretto da León Klimovsky (con lo pseudonimo di Henry Mankiewicz).

## Trama
Un commando dell'esercito americano sbarca in Normandia per cercare e distruggere la stazione radio prima dell'invasione del D-Day, e non si preoccupa di come è fatto e investiranno chiunque si metta sulla loro strada.